# اففرد كلوني (كامبريدجشير)
اففرد كلوني (بالإنجليزية: Offord Cluny)‏ هي قرية و أبرشية مدنية تقع في المملكة المتحدة في إنجلترا. يقدر عدد سكانها بـ 1,300 نسمة .